# Hood Grange
Hood Grange est un village et une paroisse civile du Yorkshire du Nord, en Angleterre.